# Batlow
Batlow – miasto w Australii, w stanie Nowa Południowa Walia.